# Pyrausta ecteinalis
Pyrausta ecteinalis là một loài bướm đêm trong họ Crambidae.